# Szulerzy (zespół muzyczny)
Szulerzy – polski zespół założony w 2001 roku w Inowrocławiu.

## Historia
Zespół został założony przez braci Marcina (gitara) i Miłosza (perkusja) Szulkowskich oraz Przemysława Kazimierskiego (bas). Wkrótce dołączyli Małgorzata Niezborała (śpiew) oraz Michał Kielak (harmonijka). W tym składzie zadebiutowali na I Festiwalu Bluesowym w Bydgoszczy. Po kilku miesiącach odszedł Przemysław Kazimierski; zastąpił go Jacek Mazurkiewicz. W 2003 roku grupa nagrała w Polskim Radiu „PiK” pierwszą płytę o tytule Bez Ciebie. Po jej wydaniu z zespołu odeszli basista i wokalistka. 
Bracia Szulkowscy wzięli udział w nagraniu solowego albumu Michała Kielaka Tribute to Skiba (z udziałem: Jarosław Tioskow, Paweł Szymański, Jaromi Drażewski). Płyta ukazała się w 2003 roku, a biorący udział w sesji basista Paweł Urowski został nowym członkiem Szulerów. Rok później ukazuje się album okazjonalnej formacji Jaromi & Szulerzy o tytule Gra w piki daje wyniki. W nagraniach wzięła również udział nowa wokalistka Szulerów Aleksandra Więtczak. 
W 2005 roku wydana została druga płyta grupy – Pilnuj się!. Zespół wygrał XIV Olsztyńskie Noce Bluesowe, a Marcin i Miłosz Szulkowscy wraz z Michałem Kielakiem wzięli udział w projekcie skupiającym polskich muzyków bluesowych pod nazwą Polish Blues Session. Wydarzenie to zostało udokumentowane albumem koncertowym, który ukazał się w 2009 roku. 
2007 rok przyniósł duże zmiany. Odeszli: Michał Kielak, Paweł Urowski i Aleksandra Więtczak, a dołączyli: Łukasz Rumpel (harmonijka; ex- Teenage Beat), Marcin Pluskota (bas; ex- Killer Band) oraz wokalistka Małgorzata Kaczmarek. W tym składzie Szulerzy zrealizowali album Koniec tygodnia (2008), na którym zespół wspomagał pianista Bartek Szopiński (Boogie Boys) i akordeonista Henryk Szopiński (Blues Flowers).
Pod koniec 2008 roku harmonijkarza Łukasza Rumpla zastąpił Dominik Abłamowicz (ex- Pralnia), a od połowy 2010 roku basistą grupy jest Marek Wikarski (ex- Nie-Toperz). W lutym 2011 roku nową wokalistką została Natalia Kaczmarczyk (później Abłamowicz), z którą zespół kontynuował prace nad nową płytą. Album Blues'n'roll został zarejestrowany jesienią 2011 roku, a ukazał się w marcu 2012 roku. W tym samym roku pojawili się w telewizyjnym show Must Be the Music. Tylko muzyka, dochodząc do półfinału. W 2014 roku ukazał się album Życie zaczyna się w piątek, który zawierał m.in. kontrowersyjną „Ramonę”. Pod koniec 2015 roku z zespołu odeszli Natalia oraz Dominik.  
Od 2016 do końca 2017 roku w zespole śpiewała Anna Niestatek, a od 2016 do połowy 2019 roku harmonijkarzem był Jacek Karpowicz. 
W 2018 roku nową wokalistką Szulerów zostaje Emilia Wikarska-Karbowiak. 
W 2020 roku ukazuje się siódmy album grupy pt. "18", który wyprodukował Kid Andersen znany m.in. z Rick Estrin & the Nightcats.
Szulerzy grają muzykę będącą połączeniem rhythm and bluesa, rock and rolla, swingu oraz muzyki soul. Styl ten określają mianem blues'n'roll. Wszystkie płyty zespołu zawierają własne kompozycje i polskie teksty.

## Dyskografia

### Albumy
- 2003 Szulerzy – Bez Ciebie
- 2004 Jaromi & Szulerzy – Gra w piki daje wyniki (reedycja w 2009)
- 2005 Szulerzy – Pilnuj się! (reedycja w 2015)
- 2008 Szulerzy – Koniec tygodnia
- 2012 Szulerzy – Blues'n'roll
- 2014 Szulerzy – Życie zaczyna się w piątek
- 2020 Szulerzy – 18

### Single
- 2004 Jaromi & Szulerzy – Jestem bluesmanem
- 2012 Szulerzy – Obywatel Nowak Jan
- 2014 Szulerzy – Ramona
- 2015 Szulerzy – Daj mi słowa

### Gościnnie
- 2003 Michał Cielak Kielak – Tribute to Ryszard "Skiba" Skibiński
- 2009 Różni wykonawcy: Polish Blues Session – Ostrzeszów 2005
- 2013 Różni wykonawcy – Tribute to Skiba w 30. rocznicę śmierci Ryszarda SKIBY Skibińskiego